# Campionati del mondo di atletica leggera indoor 2024 - Getto del peso femminile
La gara del getto del peso femminile dei campionati del mondo di atletica leggera indoor 2024 si è svolta il 1º marzo.

## Podio
| Pos.    | Atleta          | Nazionalità | Misura  |
| ------- | --------------- | ----------- | ------- |
| Oro     | Sarah Mitton    | Canada      | 20,22 m |
| Argento | Yemisi Ogunleye | Germania    | 20,19 m |
| Bronzo  | Chase Jackson   | Stati Uniti | 19,67 m |

## Situazione pre-gara

### Record
Prima di questa competizione, il record del mondo e il record dei campionati erano i seguenti.
| Record                | Prestazione | Atleta                               | Data e luogo                          | Competizione                     |
| --------------------- | ----------- | ------------------------------------ | ------------------------------------- | -------------------------------- |
| Record mondiale       | 22,63 m(o)  | Natal'ja Lisovskaja Unione Sovietica | 7 giugno 1987 Mosca, Unione Sovietica | Moskva Znamenskiy Memorial       |
| Record dei campionati | 20,67 m     | Valerie Adams Nuova Zelanda          | 8 marzo 2014 Sopot, Polonia           | Campionati del mondo indoor 2014 |

### Campionesse in carica
Le campionesse in carica a livello mondiale erano:
| Campionessa     | Atleta                   | Prestazione | Data e luogo                      | Competizione                     |
| --------------- | ------------------------ | ----------- | --------------------------------- | -------------------------------- |
| Olimpica        | Gong Lijiao Cina         | 20,58 m(o)  | 1º agosto 2021 Tokyo, Giappone    | Giochi della XXXII Olimpiade     |
| Mondiale        | Chase Ealey Stati Uniti  | 20,43 m(o)  | 26 agosto 2023 Budapest, Ungheria | Campionati del mondo 2023        |
| Mondiale indoor | Auriol Dongmo Portogallo | 20,43 m     | 18 marzo 2022 Belgrado, Serbia    | Campionati del mondo indoor 2022 |

### La stagione
Prima di questa gara, le atlete con le migliori tre prestazioni dell'anno erano:
| Pos. | Atleta                       | Prestazione | Data e luogo                               |
| ---- | ---------------------------- | ----------- | ------------------------------------------ |
| 1    | Jessica Schilder Paesi Bassi | 20,31 m     | 17 febbraio 2024 Apeldoorn, Paesi Bassi    |
| 2    | Sarah Mitton Canada          | 20,08 m     | 20 febbraio 2024 Nehvizdy, Repubblica Ceca |
| 3    | Chase Jackson Stati Uniti    | 20,02 m     | 16 febbraio 2024 Albuquerque, Stati Uniti  |

## Risultati

### Finale
La finale diretta si è tenuta il 19 marzo alle ore 11:06.
| Pos     | Atleta                   | Nazionalità   | 1ª prova | 2ª prova | 3ª prova | 4ª prova | 5ª prova | 6ª prova | Risultato | Note                                     |
| ------- | ------------------------ | ------------- | -------- | -------- | -------- | -------- | -------- | -------- | --------- | ---------------------------------------- |
| Oro     | Sarah Mitton             | Canada        | 19,40 m  | x        | 19,81 m  | 20,20 m  | 19,49 m  | 20,22 m  | 20,22 m   | Miglior prestazione personale stagionale |
| Argento | Yemisi Ogunleye          | Germania      | 20,19 m  | x        | 19,71m   | x        | x        | x        | 20,19 m   | Miglior prestazione personale            |
| Bronzo  | Chase Jackson            | Stati Uniti   | 19,56 m  | 19,67 m  | 19,26 m  | x        | 19,60 m  | 19,19 m  | 19,67 m   |                                          |
| 4       | Maddison-Lee Wesche      | Nuova Zelanda | x        | 15,71 m  | 19,32 m  | 19,33 m  | 19,62 m  | x        | 19,62 m   |                                          |
| 5       | Jessica Schilder         | Paesi Bassi   | x        | x        | 19,37 m  | x        | x        | x        | 19,37 m   |                                          |
| 6       | Danniel Thomas-Dodd      | Giamaica      | 18,34 m  | 18,84 m  | 18,33 m  | x        | 19,12 m  | 18,85 m  | 19,12 m   | Miglior prestazione personale stagionale |
| 7       | Maggie Ewen              | Stati Uniti   | 18,90 m  | 18,96 m  | x        | x        | 18,69 m  | x        | 18,96 m   |                                          |
| 8       | Axelina Johansson        | Svezia        | 18,68 m  | 18,53 m  | 18,58 m  | 18,51 m  | x        | 18,53 m  | 18,68 m   | Miglior prestazione personale stagionale |
| 9       | Fanny Roos               | Svezia        | 17,94 m  | 18,21 m  | x        |          |          |          | 18,21 m   |                                          |
| 10      | Jessica Inchude          | Portogallo    | 17,63 m  | x        | 18,04 m  |          |          |          | 18,04 m   |                                          |
| 11      | Alina Kenzel             | Germania      | 17,74 m  | 17,80 m  | x        |          |          |          | 17,80 m   |                                          |
| 12      | Eliana Bandeira          | Portogallo    | 16,78 m  | x        | 17,35 m  |          |          |          | 17,35 m   |                                          |
| 13      | Amelia Campbell          | Gran Bretagna | 15,51 m  | 17,21 m  | 16,77 m  |          |          |          | 17,21 m   |                                          |
| 14      | Erna Sóley Gunnarsdóttir | Islanda       | 17,07 m  | 17,03 m  | 16,71 m  |          |          |          | 17,07 m   |                                          |
| 15      | Dimitriana Bezede        | Moldavia      | 15,83 m  | 16,76 m  | 16,95 m  |          |          |          | 16,95 m   |                                          |
| 16      | Jorinde van Klinken      | Paesi Bassi   | x        | 16,88 m  | 16,42 m  |          |          |          | 16,88 m   |                                          |
| 17      | Ivana Xennia Gallardo    | Cile          | 15,90 m  | 16,36 m  | 16,14 m  |          |          |          | 16,36 m   |                                          |